# Sant Joan de la Torre
Sant Joan de la Torre és una església amb elements barrocs i gòtics de la Torre de Claramunt (Anoia) inclosa a l'Inventari del Patrimoni Arquitectònic de Catalunya.

## Descripció
Edifici religiós. Església. Es de planta basilical, de reduïdes dimensions amb capelles laterals i una de més grossa a l'esquerra de l'altar major dedicada al Sant Crist.
Té un cor de reduïdes dimensions. El baptisteri està situat a l'esquerra de la porta d'entrada.
Està dedicada a Sant Joan Baptista.

## Història
Aquesta església es esmentada l'any 1157, fou reconstruïda durant la 2ª meitat del segle xviii en l'estil barroc. El campanar de torre fou aixecat l'any 1790.
Aquesta església estigué protegida pels senyors de Claramunt -encara es conserven algunes tombes dins de l'església-